# Pat Reidy
Patrick « Pat » Reidy, né le 15 mars 1971 à Melbourne, en Australie, est un joueur australien de basket-ball. Il évolue au poste d'ailier. 